# لنا رایس
 لنا رایس (انگلیسی: Lena Rice؛ زاده ۲۱ ژوئن ۱۸۶۶ درگذشته ۲۱ ژوئن ۱۹۰۷) یک تنیس‌باز اهل بریتانیا بود.